# Dengbo
Dengbo (kinesiska: 邓波, 邓波乡) är en socken i Kina. Den ligger i provinsen Sichuan, i den sydvästra delen av landet, omkring 420 kilometer väster om provinshuvudstaden Chengdu. Antalet invånare är 980. Befolkningen består av 475 kvinnor och 505 män. Barn under 15 år utgör 31 %, vuxna 15-64 år 64 %, och äldre över 65 år 4,0 %.
Genomsnittlig årsnederbörd är 808 millimeter. Den regnigaste månaden är augusti, med i genomsnitt 205 mm nederbörd, och den torraste är november, med 1 mm nederbörd.